# Cratere Kugler
Kugler è un cratere lunare di 65,87 km situato nella parte sud-occidentale della faccia nascosta della Luna.
Il cratere è dedicato allo storico tedesco Franz Xaver Kugler.

## Crateri correlati
Alcuni crateri minori situati in prossimità di Kugler sono convenzionalmente identificati, sulle mappe lunari, attraverso una lettera associata al nome.
| Kugler | Coordinate             | Diametro (in km) |
| ------ | ---------------------- | ---------------- |
| N      | 55°46′48″S 103°03′36″E | 42,74            |
| R      | 55°09′36″S 98°55′12″E  | 13,01            |
| U      | 53°35′24″S 101°44′24″E | 35,4             |